# 부가티 베이론
부가티 베이론 16.4(Bugatti Veyron 16.4)는 2005년 10월부터 2007년 9월까지 일반 도로에서 합법적으로 주행할 수 있는 양산차 중 가장 고가이자, 가장 빠른 슈퍼카로 기록된 자동차이다. 이후 모델 부가티 베이론 슈퍼 스포츠도 있는데, 최대토크 152.9kg•m 에다, 최고속도 408 km/h (254 mph) 최대출력 1001마력에 달하는 엄청난 성능을 자랑한다. 가격은 38억에 달한다.

## 개요
정식명칭은 『부가티 베이론 EB 16.4(Bugatti Veyron 16.4)』이다. 부가티의 슈퍼카이며 합법적으로 도로에서 가장 빠른 자동차로 기네스북에 기록됨과 동시에 가장 비싼 슈퍼카라는 타이틀도 얻었다. 2005년도에 EB110의 빈 자리를 채운 모델로 출시되었다. 가격은 유럽기준 113만유로. 국내에서 이차를 타려면 환율, 세금과 여러 가지 프리미엄이 붙으면서 20억원 이상의 비용을 지불해야 한다. 부가티 베이론의 엔진은 8기통엔진을 연달아 붙여만든 16기통 엔진이다. 최고속도는 시속 407km(시속 253마일)을 기록하면서 양산차 부분 첫 400km의 주인공이 되었다. 마력은 1001마력 이고 최대토크는 127.6kg이다.
애초부터 400km/h를 넘길 목적으로 개발되었던 베이론은 치밀하게 공력성능 위주로 디자인 되었는데, 이로 인해 기존 슈퍼카의 디자인과는 상당히 동떨어진 다소 기형적인 형태의 디자인을 가지게 되었다. 엔지니어들은 8.0리터의 엔진에서 1천마력이라는 어마어마한 힘을 뽑아내기 위해 고심한 것과 마찬가지로 이 기묘한 형태의 4륜구동형 차체에 10개의 라디에이터와 4개의 터보차저,그리고 거대한 W16 엔진을 집어넣기 위해 고심하였으며 400km/h를 넘는 성능을 위해서 수많은 장비를 우겨넣는데 성공하였다. 이로 인해 베이론의 공차중량은 무려 1890kg에 이르며 운전자의 몸무게와 연료를 합할 경우에는 2톤까지 늘어난다.
게다가 내부에는 최고급의 내장재로 호화롭게 꾸며져 있으며 번쩍거리는 장식물들과 운전자의 편의에 필요한 사치스럽고 고급스러운 요소들로 가득 채워져 있다. 그럼에도 불구하고 1천마력이라는 수치를 기반으로 한 가속력은 상상을 초월할 정도이며 이런 수치로 인해 톤당 마력은 529마력/톤에 달한다. 베이론의 성능은 시속 400km/h까지 도달하는데 불과 57초밖에 걸리지 않으며 최고속도로 30분간 항속할 경우 타이어가 녹아버리게 되는 사태가 일어나게 된다고 한다. 하지만 연료탱크는 최고속도로 15분동안 항속할 경우 바닥을 드러내기 때문에 다행스럽게도 그럴 일은 없다. 다운포스의 확보를 위해 2개의 날개로 구성된 액티브 리어윙이 작동하며 이 리어윙은 200km/h 이상에서 급제동시 113도로 꺾여 약 300kg의 다운포스가 발생하며 400km/h에서 완전히 정지하는데는 10초도 채 걸리지 않는다. 특이한 점은 차키가 메인키,스페셜키 등 2종류가 있는데 메인 키만 꽂으면 최고속도가 375km/h에서 제한되며 그 이상으로 달리고 싶다면 스페셜키를 꽂아서 스포일러를 전개하고 차고를 낮춰 다운포스를 형성시켜야 한다.

부가티 베이론이 세운 양산차 최고속도 기록은 2000년대에 '코닉세그 CCXR'과 'SSC 얼티밋에어로'에게 빼앗기고 만다. 그 기록을 탈환하기 위해 폭스바겐그룹은 기존의 베이론을 업그레이드하여 1200마력의 『부가티 베이론 슈퍼 스포츠(Bugatti Veyron Super Sport)』를 탄생시켰다. 최고 속도는 432km이다. 기존의 베이론의 것을 재설계한 노즈를 적용하고, 브레이크 냉각 덕트와 앞 스플리터의 다운포스를 키웠고, LED 헤드램프는 광도를 높였다. 막강한 W16 엔진은 더욱 커진 4개의 터보차져와 인터쿨러를 갖췄다. 신형 휠과 재질의 변화로 무게는 정확히 50kg이 줄었고, 토크도 152.6kg,m로 증가했다. 가격은 165만 유로로 원화로는 약 25억~30억원 사이. 국내에 들여오려면 각종 세금 등을 포함하여 60억원이 넘는 어마어마한 비용이 든다.
최고시속은 시속 407km/h로 기네스북에도 등재되어 있다. 슈퍼스포츠의 일반판매형은 1,800만원 상당의 맞춤제작 미쉐린 타이어를 보호하고 안전상의 이유로 스피드 리미터를 장착하여 최고속도를 415km/h로 제한하고 있는데, 결국 이 점이 문제로 작용하여 2013년 4월에 세계최고로 빠른 양산형 자동차 기록에서 제명되었다. 기네스북에서는 자동차 속도와 관련된 공식기록 측정시 일반 고객에게 판매되는 것과 100% 동일한 조건의 자동차를 사용할 것을 요구하고 있는데, 2010년 기네스에서 입회한 슈퍼스포츠는 속도측정 당시 스피드 리미터를 제거하고 432km/h를 냈던것. 하지만 소비자가 직접 스피드 리미터를 조작할 수 있다는 것을 밝힘으로서 기네스 기록 1위를 다시 되찾게 되었다.
베이론은 지난 2015년 말에 단종되었으며, 2016년에 후속 차종인 부가티 시론으로 대체되었다.

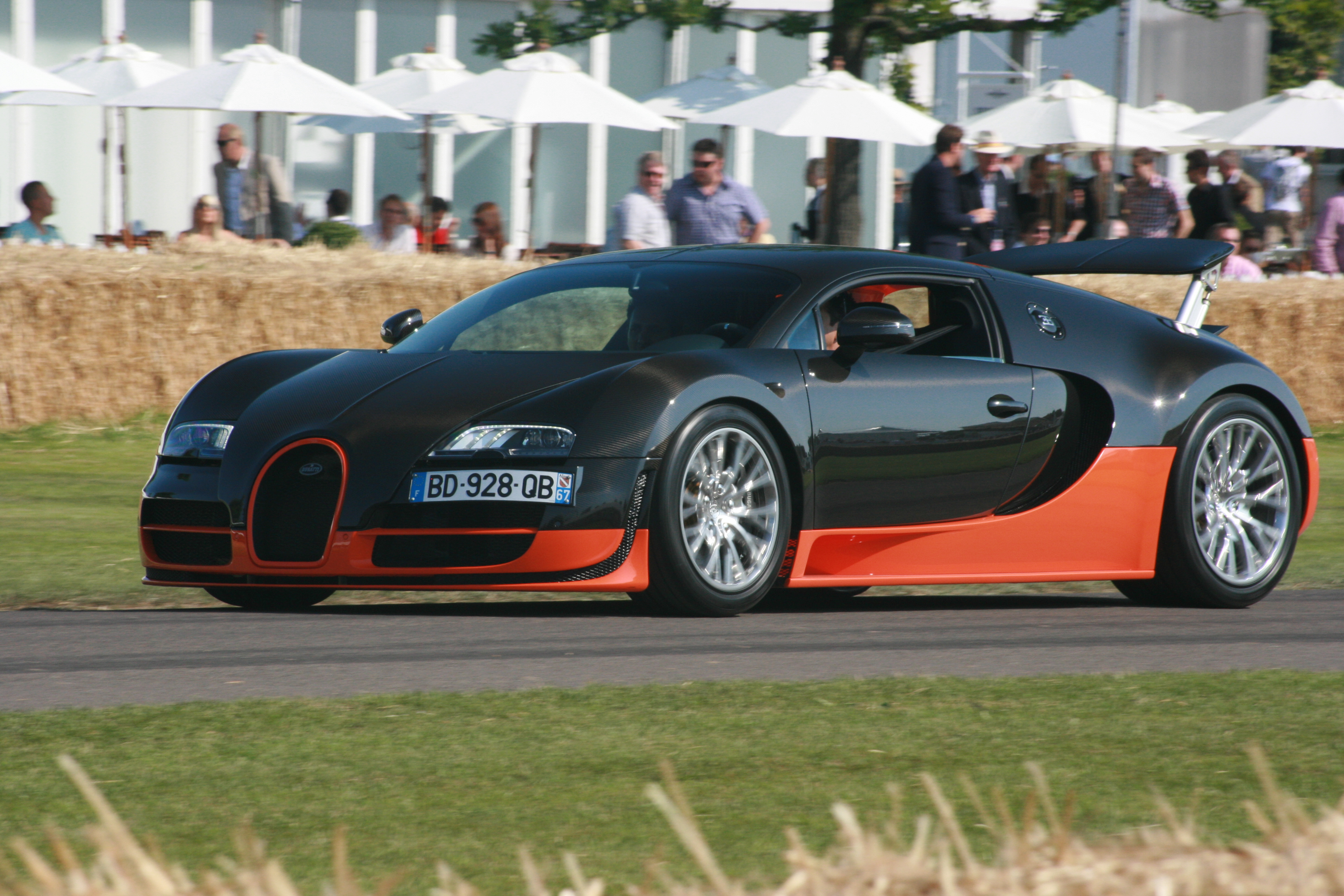
A Bugatti Veyron 16.4 Super Sport World Record Edition - the fastest road legal production car reaching 432 km/h

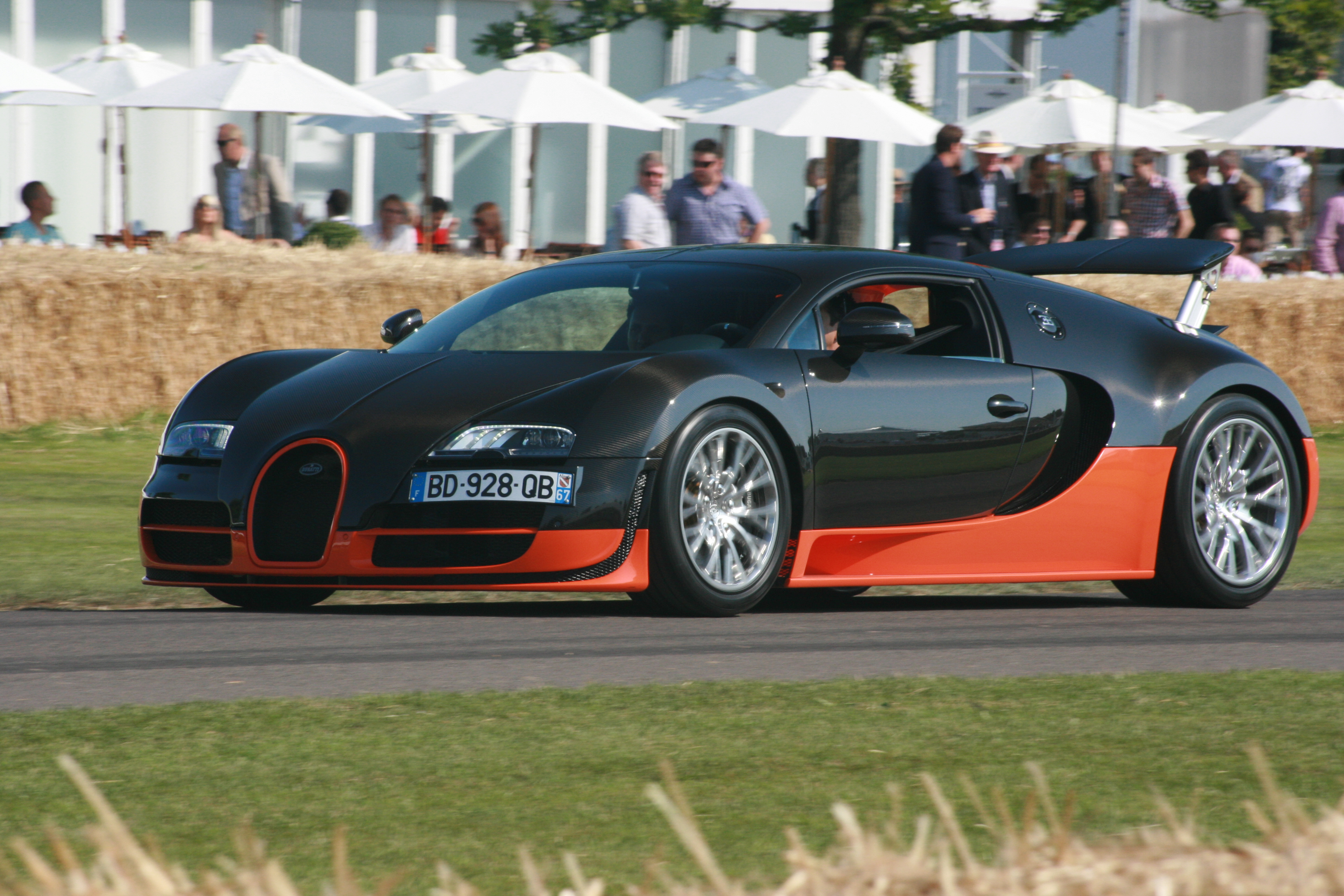
부기티 베이론 16.4 슈퍼 스포츠 월드 레코드 에디션 - the fastest road legal production car reaching 431 km/h

- 옆면
- 인테리어
- 후면
- 정면

- 옆면
- 인테리어
- 후면
- 정면

## 역대 생산 대수
2014년 8월 6일 405대의 차량이 생산되어 전 세계 고객에게 배송되었으며, 이미 30대의 주문이 추가되었다. 부가티에 따르면, 2015년에는 쿠페 300대와 로드스터 150대를 생산하는 것으로 보고되었다.10년 동안의 총 생산 대수는 450대이다.
| 모델명               | 대수  | 대수 |
| -------------------- | ----- | ---- |
| 베이론 16.4          | 252   |      |
| 그랜드 스포츠        | 58    |      |
| 슈퍼 스포츠          | 48    |      |
| 그랜드 스포츠 비테세 | 92    |      |
| 합계                 | 450대 |      |

## 비디오 게임에서의 등장
- 아스팔트 8
- 포르자 호라이즌4
- BeamNG.drive

## 같이 보기
- 트랜스타 대거 GT - 부가티 베이론의 최고속도 기록을 깼다고 주장한다.
- 부가티 시론
- 부가티 디보
- 부가티 라 부아튀르 누아르
- 부가티 EB 110
- 생산 중인 차량의 속도 기록